# Amy Finkelstein
Amy Finkelstein, née le 2 novembre 1973, est professeur d'économie au MIT (Massachusetts Institute of Technology) ainsi que codirectrice et membre associé du Programme d'Économie Publique au NBER. Elle se voit décerner en 2012 la médaille John Bates Clark pour sa contribution à la discipline économique,. Elle est aussi coéditrice du Journal of Public Economics.

## Parcours
L'expertise d'Amy Finkelstein porte principalement sur les finances publiques et sur l'économie de la santé. Elle conduit des recherches sur les défaillances du marché, sur les interventions publiques sur le marché de l'assurance et sur l'impact des politiques publiques dans le domaine de la santé.
Elle a étudié à l'université Harvard, où elle a reçu un Bachelor of Arts en 1995. Elle profite ensuite de la bourse Marshall en étudiant à l'université d'Oxford d'où elle sort avec un Master of Philosophy en 1997. Elle termine son doctorat en économie au MIT en 2001. En 2008, elle reçoit le prix de recherche Elaine Bennett décerné par le Comité sur le statut des femmes dans la profession d'économiste (CSWEP), pour sa contribution à la recherche économique. En 2012, l'American Economic Association lui remet la médaille John Bates Clark. Le comité décernant la médaille présente ses recherches comme « un modèle de la façon dont théorie et recherche empiriques peuvent être combinés de façons créatives ». Elle a reçu plusieurs prix, notamment le Prix Hicks-Tinbergen.
Elle reçoit la Bourse MacArthur en 2018.